# Day Heights
Day Heights é um lugar designado pelo censo localizado no condado de Clermont no estado estadounidense de Ohio. No Censo de 2010 tinha uma população de 2.620 habitantes e uma densidade populacional de 858,73 pessoas por km².

## Geografia
Day Heights encontra-se localizado nas coordenadas 39° 10′ 32″ N, 84° 13′ 39″ O. Segundo a Departamento do Censo dos Estados Unidos, Day Heights tem uma superfície total de 3.05 km², da qual 3.05 km² correspondem a terra firme e (0%) 0 km² é água.

## Demografia
Segundo o censo de 2010, tinha 2.620 habitantes residindo em Day Heights. A densidade populacional era de 858,73 hab./km². Dos 2.620 habitantes, Day Heights estava composto pelo 97.02% brancos, o 1.34% eram afroamericanos, o 0.15% eram amerindios, o 0.46% eram asiáticos, o 0% eram insulares do Pacífico, o 0.31% eram de outras raças e o 0.73% pertenciam a duas ou mais raças. Do total da população o 1.56% eram hispanos ou latinos de qualquer raça.

## Localidades na vizinhança
O diagrama seguinte representa as localidades num raio de 8 km ao redor de Day Heights.